# نهر فيرزاسكا
فيرزاسكا هو نهر جبلي يبلغ طوله 30 كيلومتراً ويصب في بحيرة ماجيوري جنوب سويسرا. معروف عن النهر أنه شديد النقاوة والوضوح، وصخوره ملونة بألوانٍ زاهية.

## الجغرافيا
يقع نهر فيرزاسكا (وادي فيرزاسكا) في تيسان، وهي منطقة ناطقة باللغة الإيطالية في سويسرا. تكثر أشجار الكستناء في جوانب النهر، فيما لا يزيد عمقه عن 10 أمتار، وتتراوح درجة حرارته من 7 إلى 10 درجات مئوية.

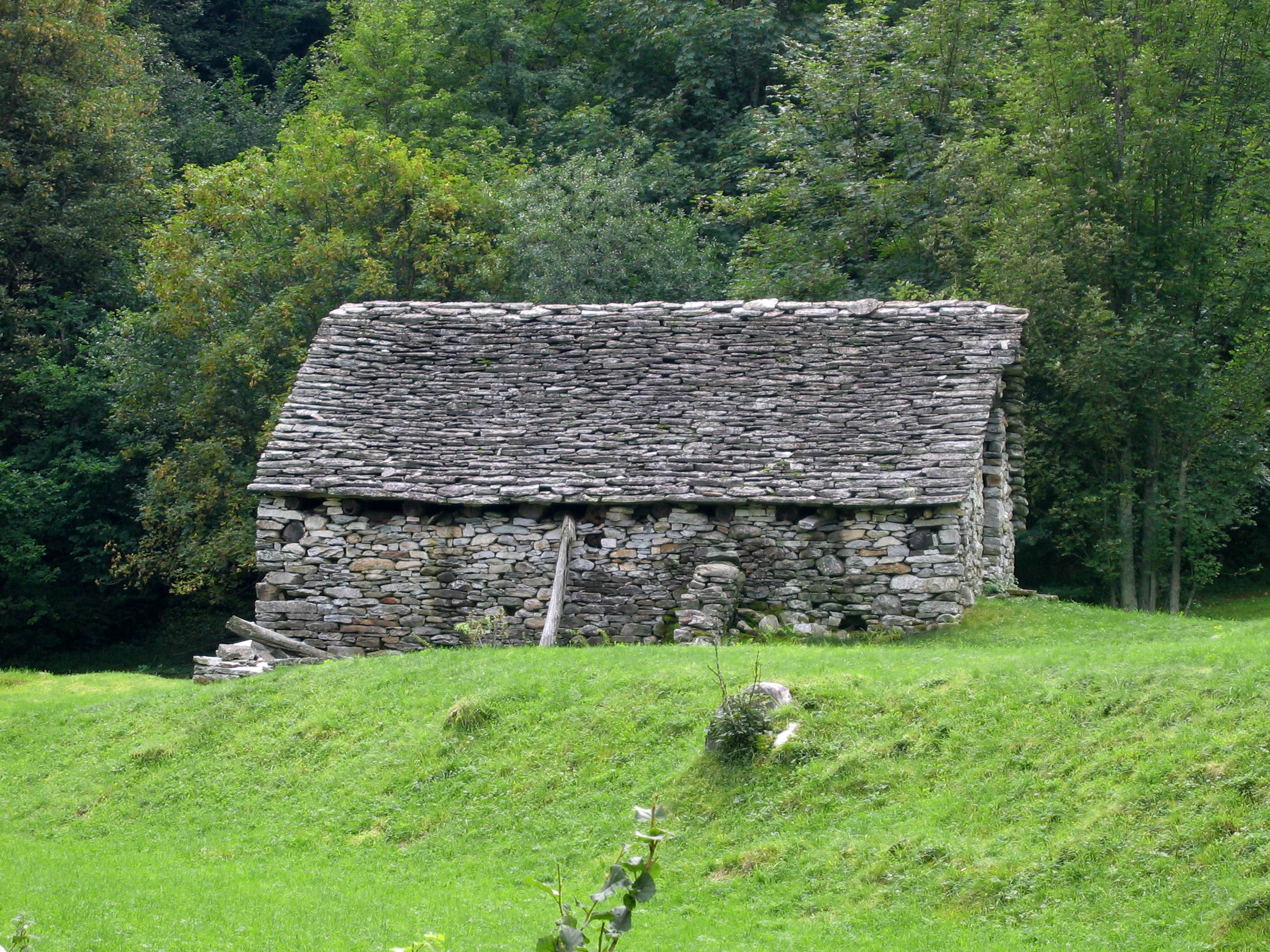
منزل محلي في فيرزاسكا